# Suleiman Abdullahi
Suleiman Abdullahi (* 10. Dezember 1996 in Kaduna) ist ein nigerianischer Fußballspieler. Der Stürmer steht seit Juli 2022 beim schwedischen Erstligisten IFK Göteborg unter Vertrag.

## Karriere
Abdullahi spielte in seinem Heimatland für die Gee Lee Academy Jos und den Erstligisten El-Kanemi Warriors, bevor er im Februar 2015 zum norwegischen Erstligisten Viking Stavanger wechselte. Dort entwickelte er sich schnell zum Stammspieler und erzielte in der Spielzeit 2015 acht Tore bei 27 Einsätzen. 
Zur Saison 2016/17 wechselte Abdullahi zum deutschen Zweitligisten Eintracht Braunschweig, bei dem er Mitte Juni 2016 einen bis zum 30. Juni 2020 laufenden Vertrag unterschrieb. Am 5. Februar 2017 erzielte er bei der 1:2-Heimniederlage gegen den FC St. Pauli sein erstes Tor für den neuen Arbeitgeber. In der Saison 2017/18 stieg Abdullahi mit Braunschweig in die 3. Liga ab. 
Zur Saison 2018/19 wechselte Abdullahi zunächst auf Leihbasis zum 1. FC Union Berlin. Unter dem Cheftrainer Urs Fischer kam er in 19 Zweitligaspielen zum Einsatz und erzielte 2 Tore. Mit Union belegte er den 3. Platz und stieg in der Relegation gegen den VfB Stuttgart in die Bundesliga auf. Zur Saison 2019/20 erwarb der Verein schließlich auch per Option die Transferrechte an Abdullahi und stattete ihn mit einem Vertrag bis zum 30. Juni 2022 aus. Sein Debüt in der höchsten deutschen Spielklasse bestritt er am 18. August 2019 (1. Spieltag) bei der 0:4-Niederlage im Heimspiel gegen RB Leipzig. Nachdem er verletzungsbedingt nur in sechs Bundesligaspielen zum Einsatz gekommen war, wurde er zur Saison 2020/21 für ein Jahr an den Zweitligisten Eintracht Braunschweig verliehen. Die Leihe endete im Sommer 2021.
Nach seinem Vertragsende in Berlin ohne Pflichtspieleinsatz in der Saison 2021/22 schloss sich Abdullahi im Juli 2022 dem schwedischen Erstligisten IFK Göteborg an, bei dem er einen Vertrag bis 2025 unterschrieb.

## Erfolge
- Aufstieg in die Bundesliga: 2019